# 吉良義継
吉良 義継（きら よしつぐ）は、鎌倉時代の武将。奥州（武蔵）吉良氏（前期東条吉良氏）・蒔田氏の祖。
足利義氏の三男または四男。名乗りからみると四男である説がある。一方、室町時代後期に編纂されたとされる『見聞諸家紋』という書物には「義氏之次男義継号東条、三男長氏号西条」とあり、また吉良氏が惣領の庶兄であることから御一家に加えられた経緯からして泰氏・長氏の兄であるとする説がある。また、「長瀬」を名乗っていたことから、初めは碧海郡長瀬（現岡崎市森越町）に住んでおり、吉良東条に移ったのは後年のことと推測されている。
『尊卑分脈』には「渡唐」したと記されているが、大陸渡航に至る経緯は不明。帰国後、出家したとされるが、岡崎市滝山寺に伝わる『滝山寺縁起』には、建長7年（1255年）、滝山寺で足利義氏の一周忌法要が営まれた際、法華堂が新たに建てられ、その本尊である阿弥陀仏を高野山より迎えたのが、出家し尊観と名乗っていた義継であることが記されている。